# Tete de Moine
Tête de Moine (francosko: Tête de Moine, Fromage de Bellelay), (= menihova glava) je vrsta švicarskega poltrdega sira.

## Značilnosti

### Oblika, velikost, teža
Sir ima obliko cilindrične štruce, s premerom 10 - 15 cm, višina 70 - 100 % premera ter težo od 700 do 900 g. Oznaka Tête de Moine, Fromage de Bellelay je rezervirana za sire, ki se prodajajo v celih štrucah, polovicah ali kot izrezi, obdani s skorjo.

### Tekstura, barva in okus
Tekstura testa je fina, gladka, homogena, rahlo vlažna in lepljiva. Testo je rumene do slonokoščene barve (glede na letni čas), sir se hitro topi v ustih. Očesca velikosti 1 – 8 mm so precej redka, včasih so v siru majhne razpoke. Skorja je naravna, čvrsta, rjave do rdečerjave barve. Okus je čist in aromatičen, s staranjem pa močnejši.

### Vsebnost maščobe, dodatki in aditivi
Predpisano je najmanj 510 g/kg in največ 540 g/kg maščobe v suhi snovi, v povprečju ta znaša 525 g/kg. Vsebnost maščobe v izdelanem siru znaša 315 g/kg. Dovoljeno je največ 25 g soli na kg sirne mase, v proizvodnji se ne smejo uporabljati drugi dodatki ali aditivi.

### Deklaracija o živilu
Povprečne vrednosti za 100 g sira:
- minerali 4 g
- beljakovine 25 g
- maščobe 35 g
- voda 36 g

Sir Tête de Moine je zajamčeno brez konzervansov in aditivov, brez laktoze (pod 0,1 g /100 g) in glutena ter brez ojačevalcev okusa.
Hranilna vrednost za 100 g sira:

1.735 kJ (415 kcal).

## Posebnosti
Sira Tête de Moine se običajno ne reže, ampak se ga strga z rezilom Girolle® ali z rezilom Pirouette® (priložen k siru v paketu Pirouettebox), da se oblikujejo rozete, ki morajo ostati kompaktne. Cele štruce sira se razpolovijo in nato pripnejo na Girolle®, ali pa se kosi namestijo na Pirouette®.

## Poimenovanja
»Sir Bellelay« je proti koncu 18. stoletja dobil sedanje ime »Tête de Moine«. Prva omemba sedanjega imena je iz arhiva departmaja »Mont-Terrible« (območje so si priključili Francozi in ga spremenili v departma), gre za zapis z naslovom: "Tableau du maximum des objects de première nécessité" (Obsežen seznam primarnih potrebščin) (ocenjeno okoli 1793-1799). 
O nastanku imena so mnenja deljena, obstajata dve različici:

- vzdevek iz revolucionarnega obdobja (primerjava med krtačenjem sira in v skladu s t.i. tonzuro obritimi glavami menihov);
- ljudsko izročilo, da so sire, starane v opatijskih kleteh, šteli po »menihovi glavi«, tj. po številu menihov.

Danes je prevladujoča oznaka za sir »Tête de Moine«.

## Proizvodnja
Sir se proizvaja iz naravnega gorskega nepasteriziranega mleka krav, hranjenih brez silaže. Uporaba dodatkov pri proizvodnji sira je prepovedana. Mleko za sir mora izvirati iz območja porekla in sir mora biti tam izdelan ter zorjen, v skladu s tradicionalnim načinom izdelave.

### Območja dovoljene proizvodnje
- Kanton Bern: gorsko območje okrožij Freiberge, Pruntrut in občine Saulcy,
- Kanton Jura: upravno okrožje Bernske Jure, razen občin Nods, Diesse, Lamboing, Prêles in la Neuveville.

## Različice
| uradno imenovanje          | starost sira    | embalaža, barva            |
| -------------------------- | --------------- | -------------------------- |
| Tête de Moine AOP Classic  | 2-4 mesecev     | aluminijeva folija srebrna |
| Tête de Moine AOP Réserve  | 4 mesece        | aluminijeva folija zlata   |
| Tête de Moine AOP Extra    | 6 mesecev       | aluminijeva folija črna    |
| Tête de Moine AOP Bio      | 2,5 meseca      | aluminijeva folija modra   |
| Tête de Moine AOP Fermiére | najmanj 100 dni | aluminijeva folija rjava   |

Naprodaj je tudi pakiranje
Pirouettebox, z delom štruce Tête de Moine AOP Classic in strgalom Pirouette®.

Sir prodajajo tudi že nastrganega na rozete, v plastični embalaži. 

### Rok trajnosti
- Tête de Moine AOP Classic min. 75 dni;
- Tête de Moine AOP Réserve min. 4 mesece;
- Tête de Moine AOP Bio min. 75 dni.

## Zgodovina

### Opatija Bellelay
Sir izvira iz nekdanjega premonstratenskega samostana Bellelay v švicarskem gorovju Jura, ustanovljenega leta 1136, ki ga je šest let kasneje potrdil tedanji papež Inocenc II. S strani Francozov je bila opatija razpuščena leta 1797. Po razpustitvi je v samostanskih objektih med drugim delovala tovarna ur, zatem pivovarna, kasneje še steklarna. Leta 1890 je glavno samostansko stavbo kupil kanton Bern in jo spremenil v psihiatrično kliniko, ki deluje še danes. 
Najstarejše navedbe z opatijo povezanega sira Tête de Moine v pisnih virih segajo v leto 1192, sto let pred ustanovitvijo švicarske konfederacije. Iz kasnejših zapisov izhaja, da je ta sir menihov že tedaj pridobil tako slavo in sloves, da so ga uporabljali kot enoto pri plačilih desetine, pri določitvi višine odškodnin v reševanju sporov in kot darilo baselskim škofom, ter tudi kot neke vrste lokalno naturalno denarno valuto.

## Zaščita označbe porekla
Maja 2001 je sir Tête de Moine, Fromage de Bellelay dobil švicarsko oznako geografsko zaščitenega izdelka AOC (Appellation d'origine contrôlée), od 2013 pa se v Švici nekatere sire lahko označuje z oznako geografsko zaščitenega izdelka AOP (Appellation d'origine protégée). Le-ta zagotavlja, da vse, od surovin do proizvodnega procesa in končnega izdelka, prihaja iz ene jasno določene regije izvora. 
V Uniji je tej oznaki primerljiva oznaka Zaščitena označba porekla, ki pa je del širšega evropskega sistema zaščite geografskih označb.
Skrb za kakovost švicarskega sira v okviru Schweizersiche Käse Union je na nacionalni ravni tako velika in natančna, da razlike med posameznimi proizvajalci niso omembe vredne.